# Crespano del Grappa
Crespano del Grappa é uma comuna italiana da região do Vêneto, província de Treviso, com cerca de 4.216 habitantes. Estende-se por uma área de 17 km², tendo uma densidade populacional de 248 hab/km². Faz fronteira com Borso del Grappa, Cismon del Grappa (VI), Fonte, Paderno del Grappa, San Zenone degli Ezzelini.

## Demografia
| Variação demográfica do município entre 1861 e 2011                               |
|                                                                                   |
| Fonte: Istituto Nazionale di Statistica (ISTAT) - Elaboração gráfica da Wikipedia |